# Оле Серенсен (футболіст)
Оле Серенсен (дан. Ole Sørensen, 25 листопада 1937, Копенгаген — 29 січня 2015) — данський футболіст, що грав на позиції півзахисника.
Більшу частину кар'єри виступав на батьківщині за КБ (Копенгаген), а також недовго грав за кордоном у західнонімецькому «Кельні» та нідерландському ПСВ. Крім цього виступав за національну збірну Данії, у складі якої був учасником чемпіонату Європи 1964 року.

## Клубна кар'єра
У дорослому футболі дебютував 1955 року виступами за команду КБ (Копенгаген), в якій провів дев'ять сезонів.
У сезоні 1965/66 виступав за західнонімецький «Кельн», втім основним гравцем не став і 1966 року перейшов у ПСВ, у складі якого провів наступні два роки своєї кар'єри гравця. Більшість часу, проведеного у складі ПСВ, був основним гравцем команди.
У 1968 році він повернувся в КБ, де в 1970 році закінчив свою кар'єру. З КБ він виграв чемпіонат Данії в 1968 році та Кубок Данії в 1969 році.

## Виступи за збірну
18 червня 1961 року дебютував в офіційних іграх у складі національної збірної Данії в матчі чемпіонату Північної Європи проти Швеції (1:2). Разом з нею був учасником чемпіонату Європи 1964 року у Іспанії, де зіграв у обох матчах, втім данці обидві гри програли і посіли останнє четверте місце на турнірі.
Всього протягом кар'єри у національній команді, яка тривала 9 років, провів у формі головної команди країни 25 матчів, забивши 7 голів.
Помер 29 січня 2015 року на 78-му році життя.

## Досягнення
- Чемпіона Данії: 1968
- Володар Кубка Данії: 1969